# Centre ivoirien antipollution
Le Centre Ivoirien Antipollution (Ciapol), créé le 9 octobre 1991, est un organisme gouvernemental en Côte d'Ivoire chargé de la lutte contre la pollution. Il s'agit d'un établissement public à caractère administratif qui est sous la tutelle du Ministère de l’environnement, du développement durable et de la transition écologique. En 2024, son directeur est le professeur Bernard Yapo Ossey.

## Histoire
Le Centre ivoirien antipollution est créé par décret le 9 octobre 1991, par le Félix Houphouët Boigny. A sa création, elle est placée sous la tutelle du ministère de l'environnement et définit comme étant un établissement public national. L'organisme est créé pour répondre aux besoins de gestion des déchets et de surveillance de la pollution de l’air, du le sol et des eaux en Côte d’Ivoire,.
En 1998, un décret est adopté instituant le plan d'urgence Pollumar qui est mécanisme de réponse en cas de pollution accidentelles ou de menace par les hydrocarbures ou des produits chimiques, des milieux marins, lagunaires ou de la zone côtière. Le Ciapol est responsable de ce plan d'urgence. En 2006, pendant l'affaire des déchets toxique du Probo Kaola, le Ciapol a été en première ligne. En effet, ses analyses ont révélé une forte concentration d'H2S. En 2015, le plan Pollumar est mis à jour.

## Missions
Le Ciapol a pour missions principales l'analyse systématique des eaux marines, lagunaires, fluviales et souterraines, ainsi que des déchets solides, liquides et gazeux et des résidus. Il est également chargé d'évaluer les pollutions et nuisances, tout en établissant un système de surveillance continue des milieux. De plus, le Ciapol collecte et capitalise les données environnementales, tout en veillant à leur diffusion auprès des parties prenantes concernées par la sauvegarde de l'environnement.
Parallèlement, le Ciapol assure une surveillance continue des milieux marin et lagunaire, ainsi que des zones côtières, grâce à des patrouilles régulières. Il lutte contre les pollutions dans ces environnements et contrôle l'application des lois, décrets et conventions nationaux, régionaux et internationaux relatifs à la prévention et à la lutte contre les pollutions marines et lagunaires. Il met en œuvre le plan d'intervention d'urgence pour faire face aux pollutions accidentelles en mer, en lagune ou dans les zones côtières, connu sous le nom de « Plan Pollumar».

## Organisation
Le Ciapol comprend plusieurs sous-direction techniques notamment, le laboratoire central de l’environnement, la compagnie d’intervention contre les pollutions marines et lagunaires, l’Inspection des installations classées (Diic) et l’Unité de police (Unipol). A cela s'ajoute la direction de la gestion des sites pollués et de la lutte contre les végétaux envahissants.
Le Ciapol possède trois antennes régionales situées à Daloa, San-Pedro et Yamoussoukro. L'organisme est dirigé en 2008 par Doh André. En 2024, son directeur est le professeur Bernard Yapo Ossey.